# 七章法典
《七章法典》（西班牙語：Siete Partidas）是卡斯蒂利亚国王阿方索十世统治期间的一部成文法典，原名《法律之书》（中世纪西班牙语：Livro de las legies）。成书于1250年代至1265年间，意在统一王国法律体系，涵盖哲学、道德、神学等内容。全书分为七篇，各篇首字母连成"ALFONSO"的首字谜。其内容涉及宪法、民法、商法、刑法与审判程序，并大量引用罗马法、教会法、伊斯兰法及经典哲学著作。《七章法典》语言优美并影响深远，不仅确立了卡斯蒂利亚法律传统，还随着西班牙扩张而传播至拉丁美洲，直至19世纪仍具法律效力。尽管最初遭贵族反对，至1348年阿方索十一世时代正式确立法律地位，被视为中世纪伊比利亚乃至欧洲最重要的法学著作之一。